# Bruno Coulais
Bruno Coulais (París, 13 de gener de 1954) és un compositor francès, conegut per les seves bandes sonores per al cinema.
Coulais va néixer a Paris, de pare originari de la Vendée i mare d'origen jueu iraquià.
Va començar la seva educació musical amb el violí i el piano, desitjós de convertir-se en un compositor europeu de música clàssica. No obstant això, una sèrie d'esdeveniments el van orientar gradualment cap a la música per al cinema. Va rebre una especial influència del director cinematogràfic François Reichenbach, qui li va sol·licitar el 1977 compondre la banda sonora per a la seva pel·lícula documental "Mèxic màgic". El primer llargmetratge per al qual va crear la música va ser "La dona secreta" (1986), dirigida per Sébastien Grall.
Fins a finals de la dècada de 1990 va mantenir un baix perfil, component especialment per a televisió. El seu nom pot associar-se a les produccions per a TV de Gérard Marx i Laurent Heynemann. També va compondre les bandes sonores per "El petit príncep va dir" (Le petit prince a dit) de Christine Pascal i "El fill del tauró" (Le fils du requin) d'Agnès Merlet el 1993.